# Charles Jackson (basket-ball, 1993)
Ne doit pas être confondu avec Charles Jackson (basket-ball, 1987).
Charles Jackson, né le 22 mai 1993, à Sacramento, en Californie, est un joueur américain de basket-ball. Il évolue au poste de pivot. 

## Palmarès
- OVC All-Newcomer Team 2015